# ويليام برادلي
ويليام برادلي (بالإنجليزية: William Bradley)‏ (1 مارس 1893 - ) هو لاعب كرة قدم بريطاني (وحمل سابقاً جنسية المملكة المتحدة لبريطانيا العظمى وأيرلندا) في مركز حراسة المرمى.